# George Fett
Pour les articles homonymes, voir Fett.
George Fett (1920-1989) est un auteur de bande dessinée américain, surtout connu pour un comic strip animalier diffusé par United Feature Syndicate de 1964 à 1983 sous les noms Sniffy (1964-1970), Little No-No and Sniffy (1970-1973) puis Norbert (1973-1983).